# Presentacion
Presentacion è una municipalità di quinta classe delle Filippine, situata nella Provincia di Camarines Sur, nella Regione del Bicol.
Presentacion è formata da 18 baranggay:
- Ayugao
- Bagong Sirang
- Baliguian
- Bantugan
- Bicalen
- Bitaogan
- Buenavista
- Bulalacao
- Cagnipa
- Lagha
- Lidong
- Liwacsa
- Maangas
- Pagsangahan
- Patrocinio
- Pili
- Santa Maria (Pob.)
- Tanawan